# El Bulli
El Bulli va ser un restaurant propietat del xef Ferran Adrià i del director de sala Juli Soler a la Cala Montjoi, a Roses (Alt Empordà). Tenia tres estrelles (màxima puntuació) de la Guia Michelin i va ser considerat cinc vegades (2002, 2006, 2007, 2008 i 2009) el millor restaurant del món al Top 50 de la prestigiosa publicació britànica The Restaurant Magazine. La publicació britànica Time ha inclòs el seu xef, Ferran Adrià, a la llista de les cent persones més influents del món. El restaurant tenia una estació limitada d'abril a setembre. El Bulli va tancar les portes el 31 de juliol de 2011 per reobrir el 2014 sota un nou concepte de laboratori. El 2023 es tornà a obrir com a museu, amb el nom d'elBulli1846.
Els plats que s'hi servien combinaven ingredients inusuals amb sofisticades tècniques científiques i innovadores. Per la cuina del Bulli van passar alguns dels millors xefs de la cuina catalana i espanyola contemporània, com ara Quim Marqués, Paco Roncero o Sergi Arola. També en foren caps de cuina els xefs Oriol Castro, Eduard Xatruch i Mateu Casañas, creadors del restaurant barceloní Disfrutar, guanyador el 2024 del primer lloc del rànquing The World's 50 Best Restaurants.

## Història

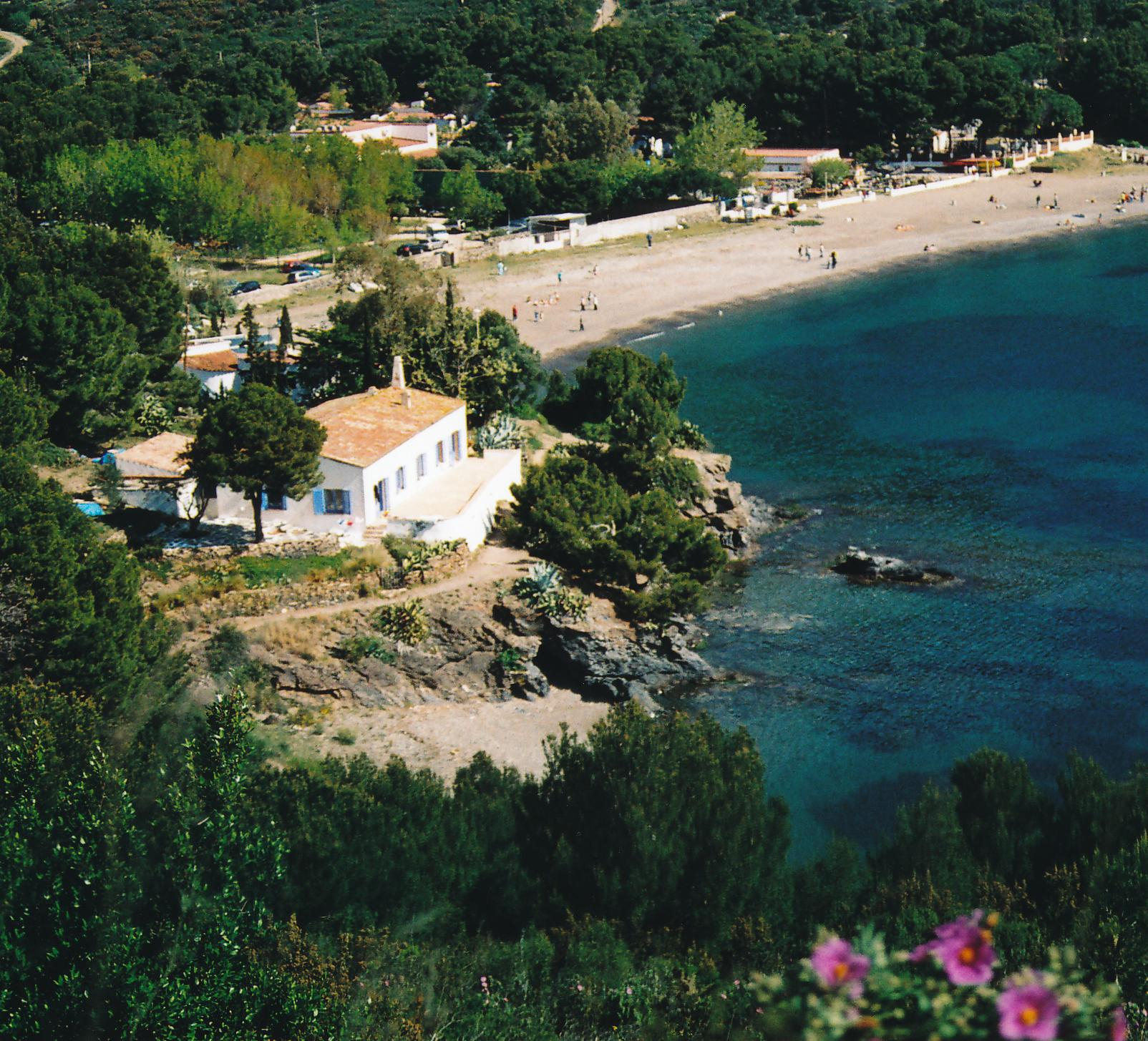
Vista de Cala Montjoi. El Bulli es troba al costat de la casa en primer pla.

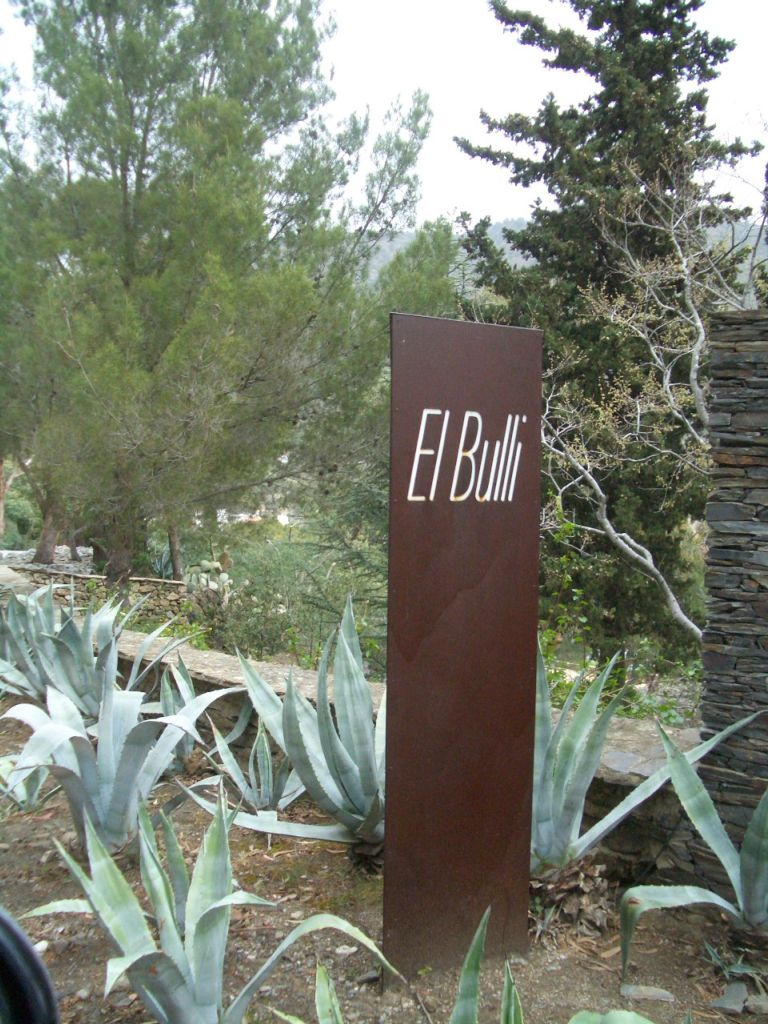
Rètol del restaurant El Bulli.

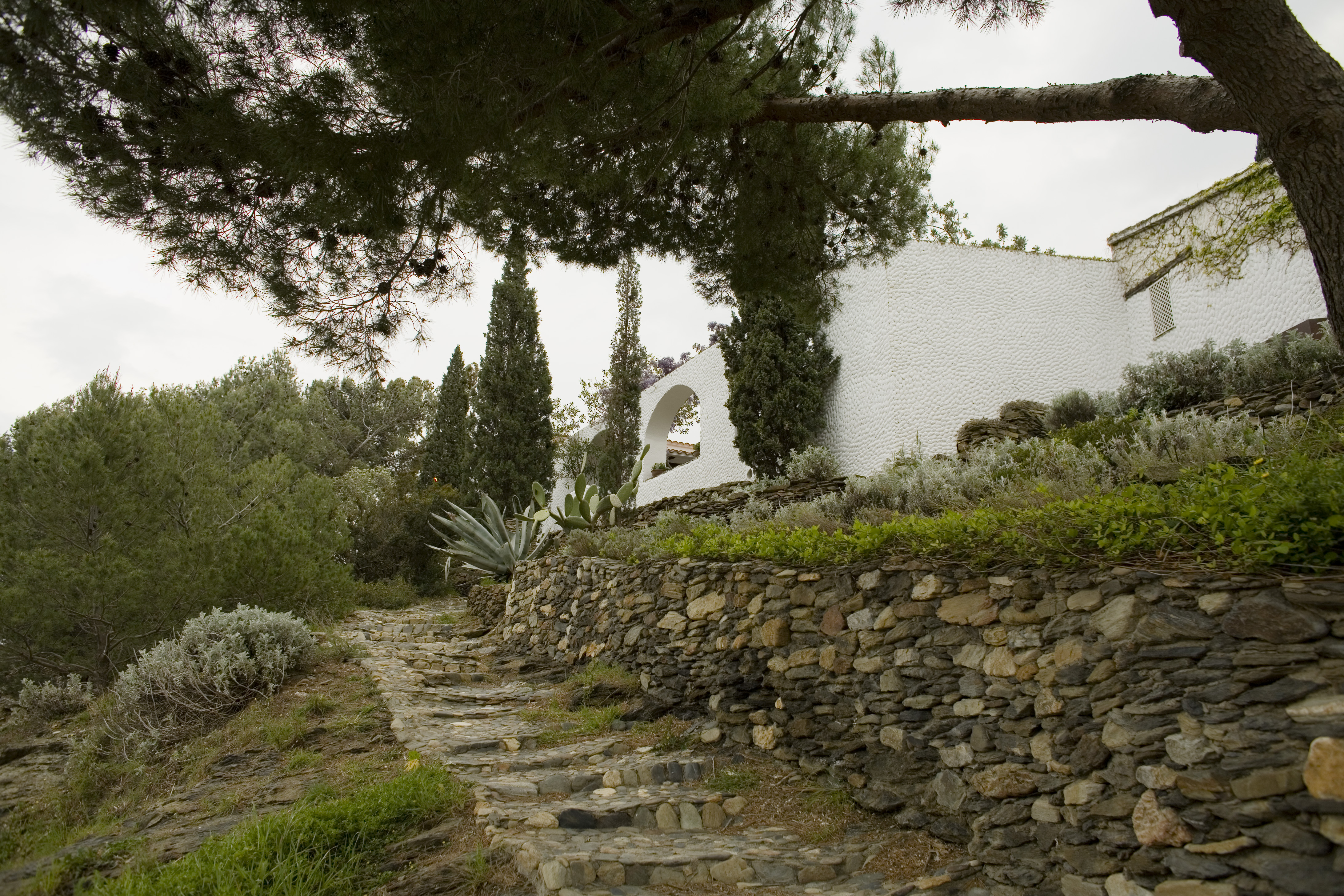
Entrada del servei, per darrere.

El Bulli va ser fundat el 1962 pel metge alemany Hans Schilling i la seva muller Marketta, com a bar on acudien els estiuejants i per atendre la demanda de les colles de col·legues submarinistes de la seva mateixa procedència que freqüentaven l'indret. A finals de la dècada dels 60, a mesura que la cuina anava prenent entitat, esdevingué un restaurant. Al llarg dels anys passaren diversos cuiners pel restaurant. A partir del 1972 s'abocaria a la nouvelle cuisine sota la direcció del cuiner Jean-Louis Neichel, amb el que El Bulli obtingué la primera estrella Michelin.
El 1981, Juli Soler s'hi incorporà com a director i amb Jean Paul Vinay com a xef obtingueren la segona estrella a la guia Michelin. El 1983 arribà Ferran Adrià, en aquella època tenia 21 anys i va haver de demanar un permís al servei militar per a treballar-hi a l'estiu. L'any següent ja s'havia convertit en xef d'El Bulli, a mitges amb Christian Lutaud. L'any 1985 hi entrà Albert Adrià, el germà petit del Ferran, com a aprenent, que a partir de 1987 es va dedicar a les postres i dolços i posteriorment fou el director del BulliTaller. El 1987 Ferran Adrià va esdevenir xef en solitari i juntament amb Juli Soler iniciaren un projecte que els duria a aconseguir la tercera estrella Michelin l'any 1996.
L'Albert Adrià va ser, juntament amb el Ferran Adrià i el Juli Soler, un dels tres ideòlegs del restaurant: el "tercer Bulli". El 2006 va obrir amb el seu germà el bar de tapes Inopia.
El 26 de gener de 2010, Ferran Adrià va anunciar que el Bulli tancaria les portes durant els anys 2012 i 2013 amb la intenció de reinventar-se per posteriorment començar una nova etapa com a centre d'investigació culinària o bé com a restaurant, però amb diferent oferta. L'octubre de 2010 va anunciar una aliança de quatre anys amb Telefónica per establir les bases de la fundació en què es convertirà el Bulli a partir del 2014, que serà una espècie de laboratori relacionat amb el món de la cuina que aniria penjant les troballes a Internet. El mes d'octubre de 2012 Juli Soler va deixar la seva feina al Bulli a causa d'una malaltia degenerativa.
El 15 de juny de 2023 es tornà a obrir com a museu, amb el nom d'elBulli1846, amb l'objectiu de divulgar 'el llegat d'un restaurant que va canviar el paradigma de la gastronomia'. La reforma de l'edifici va suposar un increment d'un 30% la superfície d'El Bulli original, fins a arribar als 4.000 metres quadrats. 1846 és el nombre de receptes que es van fer al restaurant El Bulli, coincidint amb l'any de naixement del cuiner Auguste Escoffier.

## Equip
Algunes persones de l'equip de El Bulli l'any 2009:

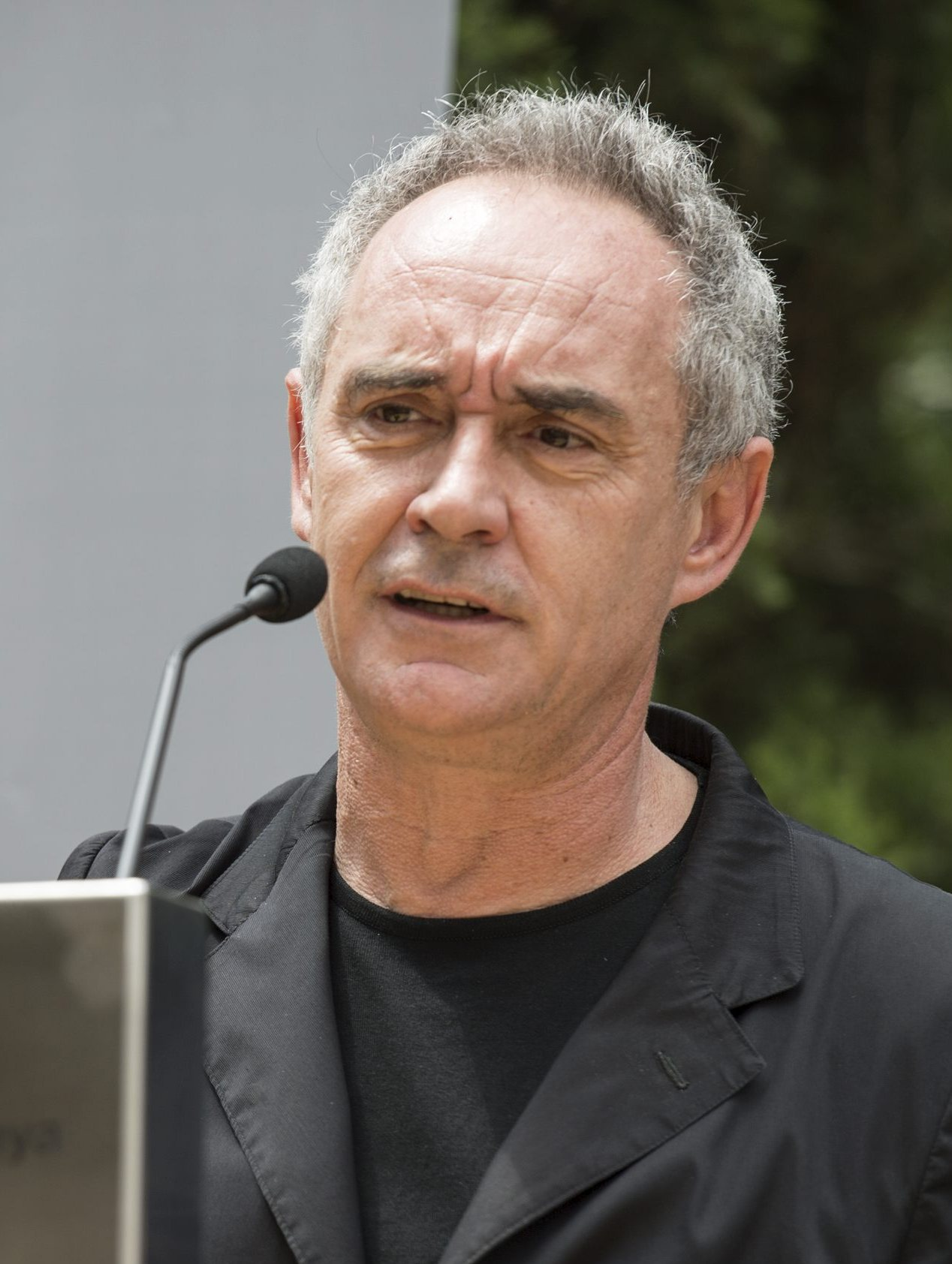
Ferran Adrià, xef i propietari de El Bulli.

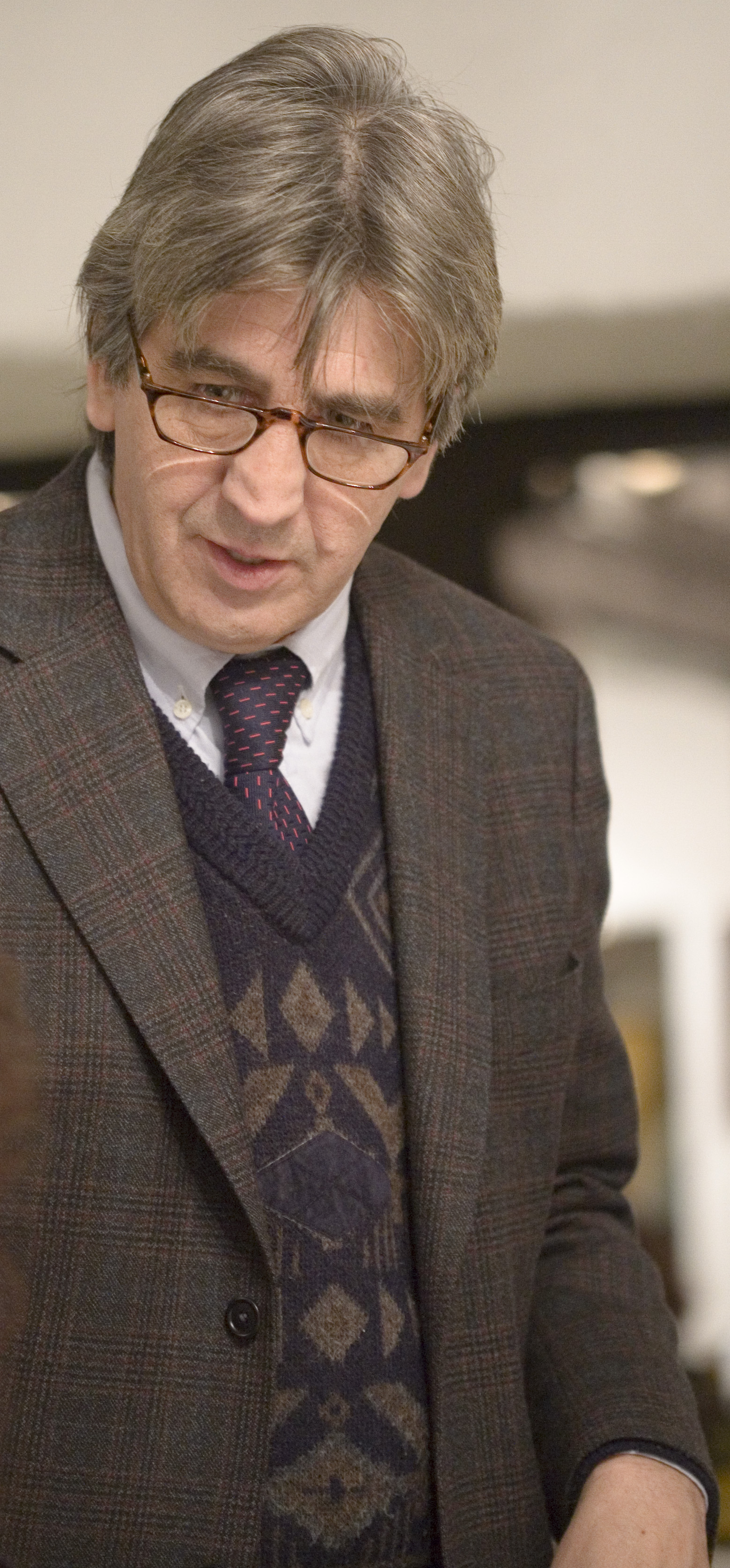
Juli Soler, director i co-propietari de El Bulli.

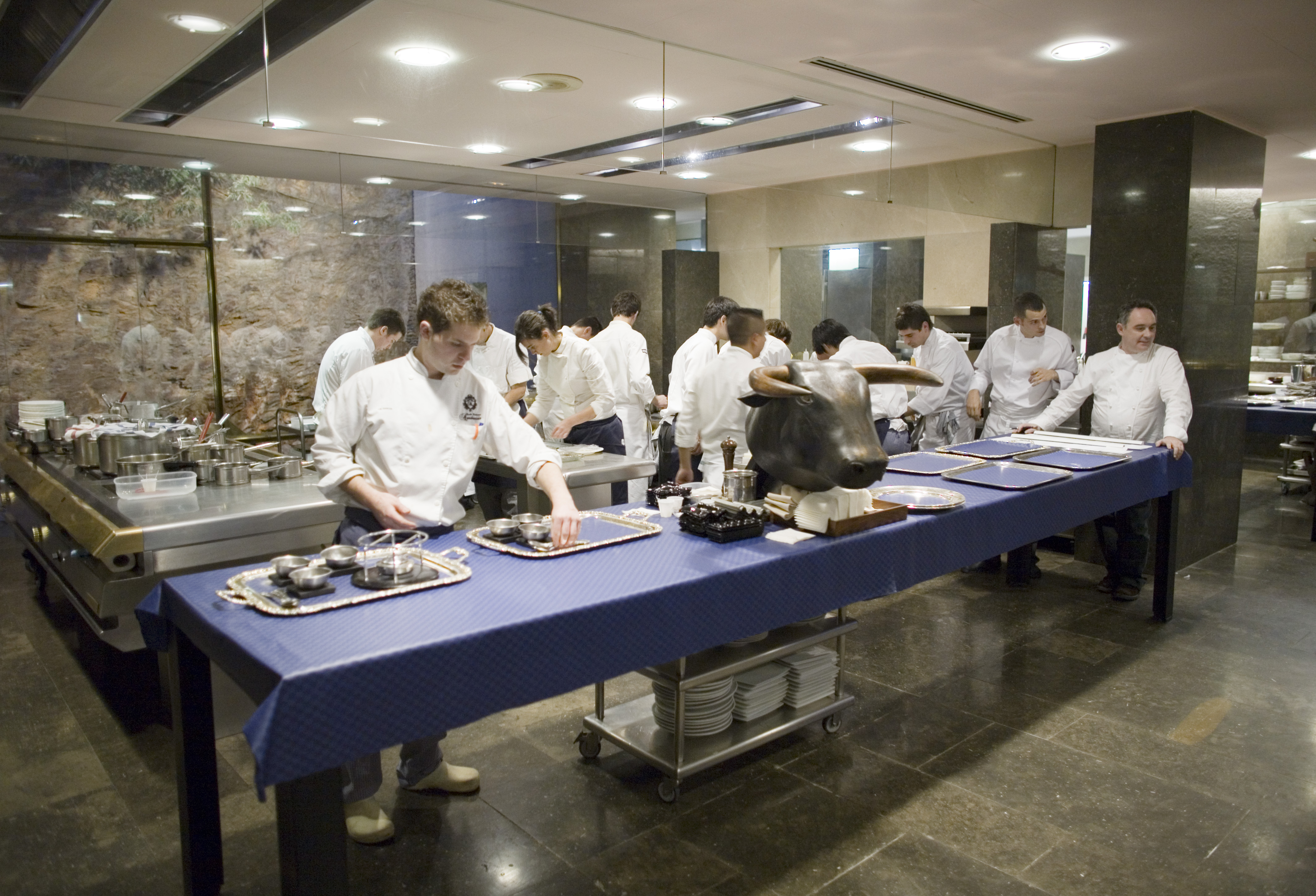
La cuina de El Bulli

- Juli Soler és director de sala del restaurant, un dels seus tres ideòlegs i un dels dos propietaris.
- Ferran Adrià és el xef del restaurant, un dels tres ideòlegs, l'altre propietari i un dels responsables creatius.
- Albert Adrià és el director del BulliTaller, s'ocupa de la pastisseria, és un del tres ideòlegs del restaurant i un dels responsables creatius.
- Lluís García s'ocupa de les reserves i té un paper important a la sala del restaurant.
- Oriol Castro[5] forma part, amb els germans Adrià, de l'equip de creativitat.
- Lluís Biosca, Lluïset, és, amb Lluís Garcia, el màxim responsable del restaurant.
- Eduard Xatruch[5] és responsable de compres i forma part de l'equip directiu de cuina del restaurant.
- Mateu Casañas[5] s'ocupa de la pastisseria amb Albert Adrià, i del BulliTaller a Roses durant els mesos en que el restaurant està tancat.
- Pol Perelló col·labora amb Lluís García en les reserves, així com en la premsa i les fitxes de clients.
- Ferran Centelles i David Seijas són sommeliers a El Bulli.
- Jesús Gonzàlez és responsable del personal de sala del restaurant.
- David López Gamero és cambrer i a més porta la part informàtica del restaurant, la programació de menús, fitxes de clients, etc. A l'hivern col·labora amb la Sílvia Fernández en la coordinació del BulliTaller.
- Jose Mari López Tomàs, el Nin, és l'encarregat de la logística de compres.
- Marc Cuspinera s'ocupa, entre altres coses, dels negocis d'imatge i de consultoria de El Bulli.
- Eduard Bosch va participar en la creació de Fast Good i de Nhube, s'encarrega de la col·laboració de El Bulli amb hotels com el NH.
- Silvia Fernàndez s'encarrega de la coordinació i administració del BulliTaller. És la parella de l'Albert Adrià.
- Francesc Guillamet, Met, és el fotògraf, encara que tots fotografien.

### Altres
- Marc Joli, ajudant de cuina del restaurant en els seus inicis culinaris i 2n classificat del concurs de televisió Top Chef.[cal citació]

## Premis, reconeixements i guardons
Relació de premis, distincions, reconeixements, guardons, etc. atorgats a El Bulli i el seu equip.

### Qualificació en guies gastronòmiques
- Tres Estrelles a la Guia Michelin
- Tres Soles a la Guia Campsa-Repsol
- 9,75/10 a la Guia Gourmetour
- 9,75/10 a la Guia Lo Mejor de la Gastronomía de Rafael García Santos

### Premis
- 1990 Premio Nacional al Mejor Director de Sala a Juli Soler, atorgat per: Academia Nacional de Gastronomía.
- 1992 Premio Nacional de Gastronomía al Mejor Jefe de Cocina a Ferran Adrià, atorgat per: Academia Nacional de Gastronomía.
- 1994 Grand Prix de L'Art de la Cuisine, atorgat per: Acadèmia Internacional de Gastronomia
- 1996 Clé d'Or de la Gastronomie, atorgat per: Gault-Millau
- 1996 Restaurante del Año, atorgat per: Club de Gourmets.
- 1997 Medalla al Mèrit Turístic de Catalunya, atorgat per la Generalitat de Catalunya.
- 1998 Premi al Mejor Maître a Juli Soler, atorgat per Gourmetour.
- 1998 Premi Metopolis a la innovació, atorgat per Metopolis
- 1999 Premi Giorgio Fini, atorgat per la ciutat de Módena
- 1999 Millor Cuiner de l'Any a Ferran Adrià, atorgat per: Gourmetour
- 2001 Premi Ceretto, atorgat per: Fundació Ceretto
- 2001 Premi Humanitat de la Ciutat de L'Hospitalet, atorgat per: Ajuntament de L'Hospitalet de Llobregat
- 2001 Premi FAD, atorgat pel Foment de les Arts i el Disseny
- 2001 Àngel de Bronze de la Comunicació a Catalunya, atorgat per l'Escola Superior de Relacions Públiques, Girona
- 2001 Corazón de Oro, atorgat per: Fundación Española del Corazón.
- 2002 Creu de Sant Jordi, atorgat per la Generalitat de Catalunya.
- 2002 Medalla de Oro al Mérito Turístico, atorgat pel govern d'Espanya.
- 2002 Medalla d'Or al Mérit Turístic, atorgat per la Generalitat de Catalunya.
- 2002 Millor Restaurant del Món, atorgat per The Restaurant Magazine
- 2003 Premi Silver Spoon, atorgat per Food Arts.
- 2003 Premi Protagonistas en la categoria de Gastronomia, atorgat per: Programa Protagonistas de Luís del Olmo a Onda Cero Radio.
- 2003 Premi Català de l'Any a Ferran Adrià, atorgat per votació popular a El Periódico de Catalunya
- 2003 Premi Ciutat de Barcelona, atorgat per l'Ajuntament de Barcelona.
- 2004 Ambaixador de la marca España a la categoria Cultura), atorgat per: Foro de Marcas Renombradas Españolas (Ministeri d'Indústria, Comerç i Turisme amb l'Institut Espanyol de Comerç Exterior).
- 2004 Fill predilecte de la Ciutat de L'Hospitalet a Ferran Adrià. Atorgat per: Ajuntament de L'Hospitalet de Llobregat.
- 2005 Preisträger Ferran Adrià Sektion Große Kochkunst. Atorgat per: Witzigmann Preis
- 2006 Premi a Ferran Adrià en reconeixement de l'aportació en la difusió de la gastronomia espanyola al món en els últims 20 anys, atorgat per: Spain Gourmetour.
- 2006 Millor Restaurant del Món, atorgat per: The Restaurant Magazine.
- 2006 III Premi Diálogo a la Amistad Hispano-Francesa, atorgat per: Asociación Diálogo.
- 2006 Premi Lucky Strike Award de disseny, atorgat per: Fundación Raymond Loewy.
- 2006 Premi Ruinart al millor sommelier d'Espanya a Ferran Centelles.
- 2007 Millor Restaurant del Món, atorgat per: The Restaurant Magazine
- 2007 The White Guide Gastronomy Award, atorgat per: The White Guide
- 2007 Medalla d'Or del Mérit Europeu, atorgat per: la Fundació del Mérit Europeu, Unió Europea.
- 2007 Primer Premi Internacional Reyno de Navarra de Gastronomia, atorgat per: Congreso internacional sobre las verduras, Pamplona.
- 2007 Medalla de Oro al Mérito de las Bellas Artes, atorgat per: Ministeri de Cultura d'Espanya.
- 2008 Millor restaurant del món, atorgat per: The Restaurant Magazine
- 2008 Premi Nacional d'Hosteleria, atorgat per: Federación Española de Hostelería y restauración.
- 2008 Premi Don Quijote, atorgat per: Academia de Gastronomía de Castilla-La Mancha
- 2009 Millor Restaurant del Món, atorgat per: The Restaurant Magazine

### Reconeixements
- 1999 Portada de la revista El País Semanal.
- 2003 Ferran Adrià és President del Bocuse d'Or
- 2003 Portada del magazine del diari The New York Times, el 10 d'agost.[12]
- 2004 Portada del magazine del diari Le Monde
- 2004 Portada de la Revista Time, a l'interior considera Ferran Adrià una de les cent persones més influents del món.
- 2004 La Casa Reial Espanyola tria Ferran Adrià i Juan Maria Arzak per a l'elaboració del sopar de gala de la nit abans del casament del Príncep Felip de Borbó i Grècia.
- 2004 Ferran Adrià presideix el Comité Assessor d'Alicia (Alimentació i Ciència). Projecte de la Caixa de Manresa al Monestir de Sant Benet, per a una millor alimentació al futur.
- 2004 El fòrum Marcas Renombradas Españolas nomena Ferran Adrià ambaixador de la marca España a la categoria de Cultura.
- 2005 Creació de la Cátedra Ferran Adrià de Cultura Gastronómica y Ciencias de la Alimentación a la universitat Camilo José Cela de Madrid.
- 2006 A Madrid Fusión, 60 periodistes del món escullen Ferran Adrià com el cuiner més influent dels darrers deu anys.
- 2007 El 16 de juny s'inaugura la mostra d'art Documenta 12, a la que assisteix Ferran Adrià com a convidat.
- 2007 La Facultat de Química de la Universitat de Barcelona concedeix a Ferran Adrià el doctorat Honoris Causa.
- 2008 Es projecten dues pel·lícules inspirades en la trajectòria de Ferran Adrià al festival de cine Berlinale, a la secció sobre cinema gastronòmic. Ferran Adrià és un ponent d'un debat.
- 2008 Ferran Adrià és condecorat doctor Honoris Causa en Humanitats per la universitat escocesa d'Aberdeen i és comparat amb Picasso i Miró.

## Curiositats
L'estiu de 2008, Pascal Henry, un suís que feia una ruta per 68 restaurants distingits amb tres estrelles Michelin, va desaparèixer misteriosament, i sense pagar, després de sopar al Bulli. Els Mossos d'Esquadra el van buscar infructuosament per l'entorn del restaurant durant gairebé 2 mesos fins que finalment se'l va localitzar sa i estalvi a Ginebra, gràcies a una càmera de seguretat.